# Эжене
Эжене (фр. Hegeney) — коммуна на северо-востоке Франции в регионе Гранд-Эст (бывший Эльзас — Шампань — Арденны — Лотарингия), департамент Нижний Рейн, округ Агно-Висамбур, кантон Рейшсоффен.
Площадь коммуны — 1,76 км², население — 390 человек (2006) с тенденцией к росту: 404 человека (2013), плотность населения — 229,6 чел/км².

## Население
Население коммуны в 2011 году составляло 382 человека, в 2012 году — 393 человека, а в 2013-м — 404 человека.
| 1962 | 1968 | 1975 | 1982 | 1990 | 1999 | 2006 | 2008 | 2011 | 2012 | 2013 |
| ---- | ---- | ---- | ---- | ---- | ---- | ---- | ---- | ---- | ---- | ---- |
| 231  | 219  | 209  | 230  | 312  | 328  | 390  | 384  | 382  | 393  | 404  |

Динамика населения:

## Экономика
В 2010 году из 271 человек трудоспособного возраста (от 15 до 64 лет) 214 были экономически активными, 57 — неактивными (показатель активности 79,0 %, в 1999 году — 77,2 %). Из 214 активных трудоспособных жителей работал 201 человек (98 мужчин и 103 женщины), 13 числились безработными (пятеро мужчин и 8 женщин). Среди 57 трудоспособных неактивных граждан 14 были учениками либо студентами, 31 — пенсионерами, а ещё 12 — были неактивны в силу других причин.